# Brevet de maîtrise
Le Brevet de maîtrise est un titre à finalité professionnelle de niveau 5 (Bac +2), inscrit au répertoire national des certifications professionnelles (RNCP) et délivré par la Chambre de métiers et de l’artisanat (CMA). Cette formation diplômante est la plus haute qualification professionnelle de l'artisanat. Elle prépare aux responsabilités de chef d'entreprise et permet d'atteindre l'excellence dans le métier concerné.
Le chef d'entreprise titulaire d’un Brevet de maîtrise peut demander le titre de Maître Artisan à la Chambre de Métiers et de l’Artisanat.

## Liste des brevets de maîtrise
Il existe 13 BM inscrits au RNCP (Répertoire national des certifications professionnelles). 
- BM Boucher charcutier traiteur ;
- BM Boulanger ;
- BM Coiffeur ;
- BM Couvreur-zingueur ;
- BM Esthéticienne cosméticienne ;
- BM Fleuriste ;
- BM Menuisier de bâtiment et d'agencement ;
- BM Pâtissier confiseur glacier traiteur ;
- BM Installateur sanitaire ;
- BM Installateur des systèmes climatiques ;
- BM Installateur en équipements électriques ;
- BM Traiteur-organisateur de réceptions ;
- BM Peintre en bâtiment[3].

## Contenu de la formation
Le BM est conçu de façon modulaire. Il contient 7 briques de formation comprenant 6 modules généraux et un module professionnel.
- Le module « entrepreneuriat » permet de maîtriser son environnement professionnel, connaître les interlocuteurs institutionnels, apprendre à les mobiliser, communiquer et défendre son projet auprès des différentes cibles.
- Le module « fonction commerciale » forme à l’aspect commercial de l’entreprise : définir son positionnement, ses tarifs, un plan d’action, découvrir les outils de vente et support de communication commerciale, les techniques de vente et le suivi.
- Le module « communiquer à l’international ».
- Le module « fonction économique et financière » aborde la partie gestion de l’entreprise. Il permet d'apprendre à construire un dossier financier et à piloter au quotidien une entreprise.
- Le module « gestion des ressources humaines » enseigne le management, à organiser le travail, à recruter et le droit du travail.
- Le module « formation et accompagnement de l’apprenant » aborde le cadre juridique et administratif du contrat d’apprentissage, la façon de recruter et former un apprenti, et permet d’acquérir les compétences pédagogiques et partenariales nécessaires à la fonction de tuteur et/ou maître d’apprentissage.
- Le module professionnel spécifique à chaque métier permet d’atteindre un niveau d’excellence dans sa spécialité[3].